# میرزا حسن‌خان مدحت‌السلطنه
میرزا حسن‌خان مدحت السلطنه از سیاستمداران ایرانی بود، که در  دوره سوم بعنوان نماینده جهرم در مجلس شورای ملی حضور داشت.